# Lijst van nummer 1-hits in de Graadmeter in 2024
Deze lijst bevat de nummer 1-hits in de Graadmeter van Pinguin Radio in 2024. De posities in de Graadmeter zijn negatief; het gaat hier dus eigenlijk om de nummer -1-hits.
| Datum        | Artiest                 | Titel                     |
| 7 januari    | Girl and Girl           | Strangers (Fight Night)   |
| 14 januari   | Beirut                  | The Tern                  |
| 21 januari   | dust                    | Joy (Guilt)               |
| 28 januari   | Library Card            | Cognitive Dissonance      |
| 4 februari   | Heartworms              | May I Comply              |
| 11 februari  | Heartworms              | May I Comply              |
| 18 februari  | Sprints                 | Shadow of a Doubt         |
| 25 februari  | Sprints                 | Heavy                     |
| 3 maart      | Buzzard Buzzard Buzzard | Therapy                   |
| 10 maart     | English Teacher         | Albert Road               |
| 17 maart     | The Blinders            | Always                    |
| 24 maart     | Marathon                | Fire                      |
| 31 maart     | Marathon                | Fire                      |
| 7 april      | The Mysterines          | Stray                     |
| 14 april     | Beth Gibbons            | Floating on a Moment      |
| 21 april     | Beth Gibbons            | Floating on a Moment      |
| 28 april     | Laura Palmer            | Drive                     |
| 5 mei        | Lambrini Girls          | God's Country             |
| 12 mei       | IST IST                 | Lost My Shadow            |
| 19 mei       | Wunderhorse             | Midas                     |
| 26 mei       | Fontaines D.C.          | Starburster               |
| 2 juni       | Fontaines D.C.          | Starburster               |
| 9 juni       | Fontaines D.C.          | Starburster               |
| 16 juni      | DEADLETTER              | Mere Mortal               |
| 23 juni      | Fontaines D.C.          | Starburster               |
| 30 juni      | Fontaines D.C.          | Starburster               |
| 7 juli       | Fontaines D.C.          | Starburster               |
| 14 juli      | Tramhaus                | Beech                     |
| 21 juli      | Lola Young              | Messy                     |
| 28 juli      | Nice Biscuit            | Rain                      |
| 4 augustus   | Heartworms              | Jacked                    |
| 11 augustus  | Girl Scout              | I Just Needed You To Know |
| 18 augustus  | Lo Moon                 | Waiting A Lifetime        |
| 25 augustus  | Archive                 | My Last                   |
| 1 september  | Wishy                   | Sick Sweet                |
| 8 september  | Gurriers                | Top Of The Bill           |
| 15 september | Gurriers                | Top Of The Bill           |
| 22 september | MJ Lenderman            | She's Leaving You         |
| 29 september | High Vis                | Mind's a Lie              |
| 6 oktober    | Fontaines D.C.          | In The Modern World       |
| 13 oktober   | Being Dead              | Firefighters              |
| 20 oktober   | Fontaines D.C.          | In The Modern World       |
| 27 oktober   | Fontaines D.C.          | In The Modern World       |
| 3 november   | Osees                   | Earthling                 |
| 10 november  | Paceshifters            | Down In My Hometown       |
| 17 november  | Paceshifters            | Down In My Hometown       |
| 24 november  | The Cure                | Alone                     |
| 1 december   | The Cure                | Alone                     |
| 8 december   | Tindersticks            | Always a Stranger         |
| 15 december  | The Horrors             | The Silence That Remains  |
| 22 december  | The Vices               | Gold                      |
| 29 december  | The Vices               | Gold                      |